# Puente Giuseppe Mazzini
El puente Giuseppe Mazzini, también conocido como Ponte Mazzini, es un puente que une Lungotevere dei Sangallo con Lungotevere della Farnesina en Roma (Italia), en los Rioni (distritos) de Regola y Trastevere.
El puente fue diseñado por los ingenieros Viani y Moretti y construido entre 1904 y 1908; está dedicado a Giuseppe Mazzini, uno de los artífices de la unificación italiana. El puente une Via della Lungara con via Giulia; el puente se llamó Ponte Gianicolense, en referencia al antiguo puente del mismo nombre que unía el Campo de Marte con la colina del Janículo.
Presenta tres arcos de mampostería y mide 106 metros de largo.